# Transocean Kreuzfahrten
Transocean Kreuzfahrten (Eigenschreibweise TransOcean Kreuzfahrten) war ein Markenname für Kreuzfahrten, der zuletzt von South Quay Travel & Leisure Ltd., die unter anderem auch die Marken Cruise & Maritime Voyages und CMV Signature River Cruises vertrieb, verwendet wurde. Der Sitz des Unternehmens war Offenbach am Main. Die Firma war Teil der CMV Holdings London Ltd. und beförderte über 80.000 Passagiere pro Jahr. Das Unternehmen betrieb unter anderem die Kreuzfahrtschiffe Astor, Magellan und Columbus sowie die Kabinenfahrgastschiffe Bellefleur, Bellejour, Belvedere und Sans Souci. Die Gruppe betrieb zudem Reiseveranstalter in England, Amerika, Australien und Deutschland.

## Geschichte

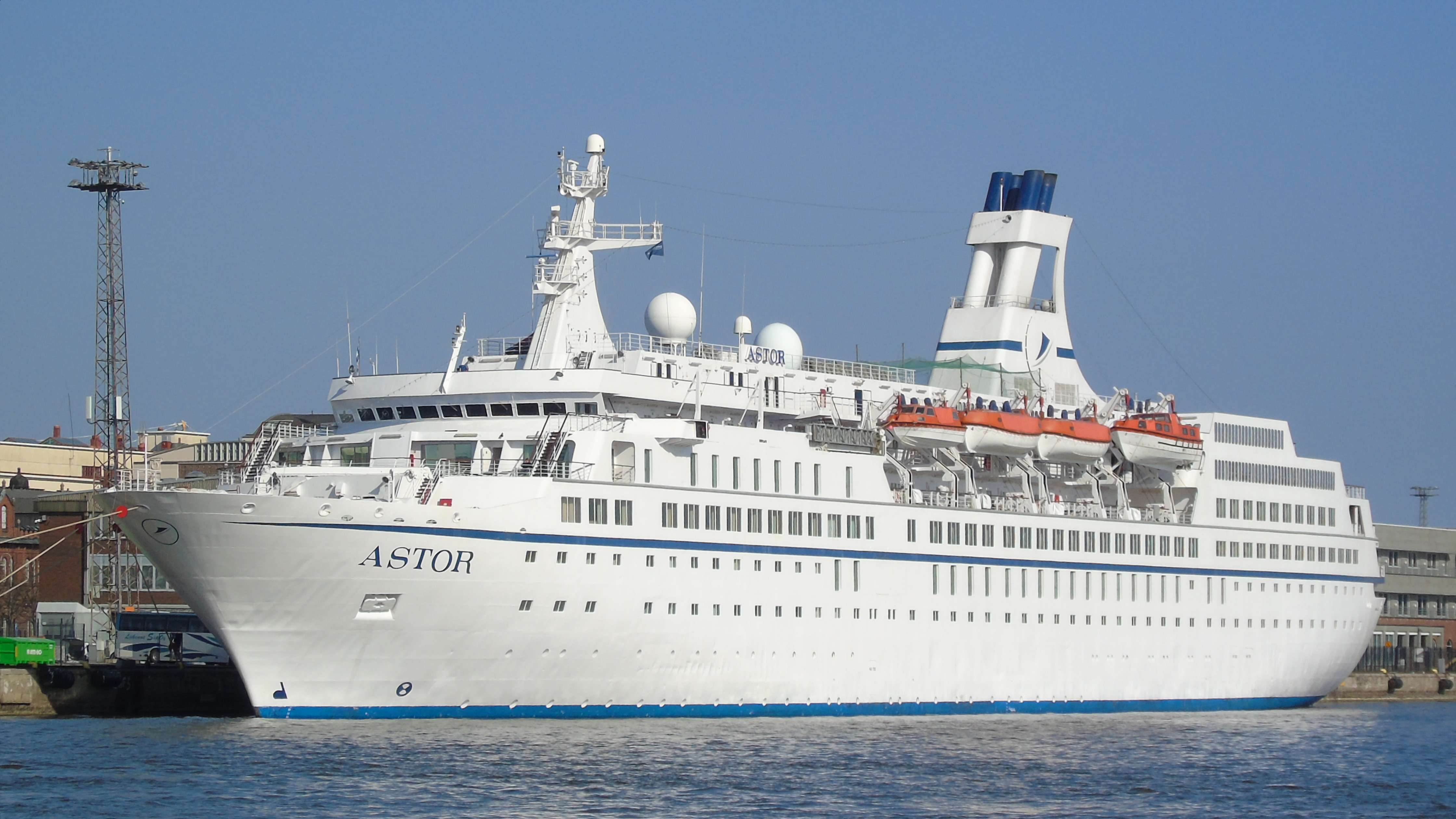
Die Astor

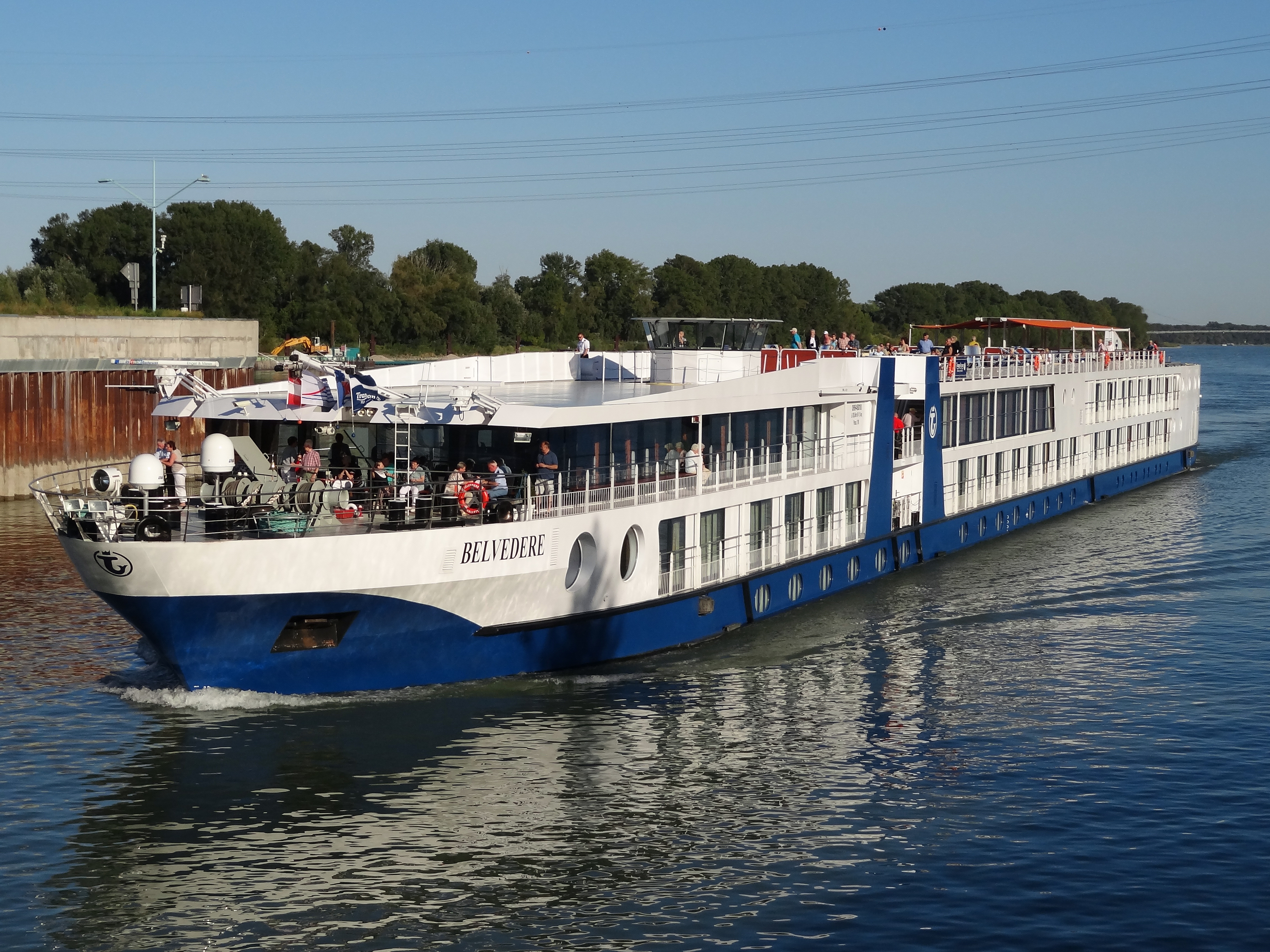
Die Belvedere

Transocean Passagierdienst D. Oltmann & Co. wurde am 19. Januar 1954 in Bremen gegründet und war im Liniendienst in der Passagierschifffahrt tätig. Die Firma engagierte sich im Bereich der Auswandererpassagiere. Auf Grund des aufkommenden konkurrierenden Flugverkehrs entwickelte Transocean als einer der ersten die Kreuzfahrten. Hatte sie zuerst nur Teilkontingente der Schiffe gechartert und verkauft, so wurden die Schiffe bald unter Vollcharter genommen. Weiterhin unterhielt Transocean ein Reisebüro mit DER- und IATA-Vertretung und betrieb außerdem von 1965 an die Gastronomie auf dem Seebäderschiff Roland von Bremen, das zwischen Bremerhaven und Helgoland verkehrte.
Anfang der 1980er Jahre war Transocean Agent verschiedener Reedereien und Veranstalter von Seereisen. Das Unternehmen nannte sich nun Transocean Tours. Erstmals wurden auch Winterkreuzfahrten angeboten. Zudem begann die Transocean 1981/82 mit der Flussschifffahrt, durch die Übernahme der Moldavia und der Odessa. Mit den Flussschiff-Neubauten Swiss Coral (1998), Swiss Crown (2000), Swiss Corona (2004) sowie der Bellevue (2006) wurde in diesem Bereich die Charter-Flotte um neue Zielgebiete erweitert. Mit weiteren Schiffen kamen Angebote auf den Flüssen Russlands, Chinas und Frankreichs hinzu. Im Kreuzfahrtbereich fährt die Astor ab April 1997 bei Transocean. In den Jahren 2002 bis 2010 wurde in diesem Bereich außerdem die Astoria eingesetzt. Ab 2006 wurde zusätzlich die Arielle gechartert, die im Jahr 2008 von der Marco Polo abgelöst wurde.
Anfang September 2009 musste das Unternehmen wegen drohender Liquiditätsprobleme Insolvenz anmelden. Mitverursacht wurde die finanzielle Schieflage durch die Absage der Weltreise 2008 aufgrund eines Schadens der Antriebswelle der Astor. Zum 1. Dezember 2009 wurde das Unternehmen von der Premicon AG übernommen, Name und Gesellschaftsform änderten sich auf Transocean Kreuzfahrten GmbH & Co KG. Premicon suchte allerdings in der Folgezeit nach einem strategischen Partner, da man nicht langfristig die Doppelrolle als Veranstalter und Schiffseigentümer übernehmen wollte. Anfang 2014 wurde bekanntgegeben, dass Transocean als Marke des britischen Unternehmens Cruise & Maritime Voyages fortgeführt werden sollte. CMV übernahm in diesem Zusammenhang die Charterverträge der Astor und der vier Transocean-Flussschiffe. Anders als bei den Neugründungen von CMV USA und CMV Australien in den Jahren 2011 und 2013 konnte CMV bei dem Einstieg in den deutschen Markt somit auf eine etablierte Marke zurückzugreifen. Neben der Astor betrieb das Unternehmen noch weitere Hochseeschiffe auf überwiegend ausländischen Märkten, darunter die Marco Polo, die Astoria und die Magellan. CMV hatte seinen Stammsitz in London, war jedoch bereits ab 2013 in Deutschland durch die Tochterfirma Global Bereederung vertreten.
Im November 2019 gab CMV den Kauf der Pacific Aria bekannt, die ab 2021 als Ida Pfeiffer auf dem deutschen Markt eingesetzt werden sollte und die Astor ersetzen sollte, welche fortan auf dem französische Markt eingesetzt werden sollte. Jedoch meldete Cruise & Maritime Voyages am 20. Juli 2020 Insolvenz an. Die Pacific Aria wurde nicht übernommen und die übrigen Schiffe von Transocean Kreuzfahrten wurden versteigert. Die Astor wurde im November desselben Jahres in Aliağa zur Verschrottung auf den Strand gesetzt.

## Ehemalige Schiffe

### Hochseeschiffe
| Arielle                       | 1971 | 2006–2008 | 23.149 BRZ | Wärtsilä, Helsinki                                                   | 2015 in Alang verschrottet                                                                  |
| Astor                         | 1987 | 1996–2020 | 20.704 BRZ | Howaldtswerke-Deutsche Werft, Kiel                                   | 2020 in Aliağa verschrottet                                                                 |
| Astoria                       | 1981 | 2002–2010 | 18.627 BRZ | Howaldtswerke-Deutsche Werft, Hamburg                                | 1980 als Astor für die HADAG gebaut, 1985 an die DSR verkauft. 2022 in Aliağa verschrottet. |
| Calypso                       | 1967 | 1994–1998 | 11.162 BRT | Italcantieri S.p.A., Castellammare di Stabia                         | 2013 in Alang verschrottet                                                                  |
| Columbus                      | 1989 | 2017–2020 | 63.786 BRZ | Chantiers de l’Atlantique, Saint-Nazaire                             | 2021 in Alang verschrottet                                                                  |
| Gripsholm                     | 1965 | 1996–1997 | 24.528 BRZ | Forges et Chantiers de la Méditerranée, La Seyne-sur-Mer, Frankreich | 2011 in Jiangyin verschrottet                                                               |
| Magellan                      | 1985 | 2016–2020 | 46.052 BRZ | Aalborg Værft, Ålborg                                                | 2021 in Alang verschrottet                                                                  |
| Marco Polo                    | 1965 | 2008–2020 | 22.080 BRZ | Mathias-Thesen-Werft, Wismar                                         | 2021 in Alang verschrottet                                                                  |
| Vasco da Gama                 | 1993 | 2019–2020 | 55.819 BRZ | Fincantieri, Monfalcone                                              |                                                                                             |
| Ida Pfeiffer Anm. 1           | 1994 | –         | 55.877 BRZ | Fincantieri, Monfalcone                                              |                                                                                             |
| Anm. 1 nie in Dienst gestellt |      |           |            |                                                                      |                                                                                             |

### Flussschiffe
| Name         | Indienst- stellung | im Dienst bei Transocean | Vermessung | Bauwerft                        | Status/Bemerkungen |
| ------------ | ------------------ | ------------------------ | ---------- | ------------------------------- | ------------------ |
| Amalegro     | 2007               |                          | 170 BRT    | Grave BV, Grave                 |                    |
| Bellefleur   | 2001               |                          |            |                                 |                    |
| Bellejour    | 2004               | ab 2014                  |            | Nobiskrug, Rendsburg            |                    |
| Bellevue     | 2006               | 2006–2009                |            | Neptun Werft, Rostock           |                    |
| Belvedere    | 2005               |                          |            | Nobiskrug, Rendsburg            |                    |
| Maribelle    | 2000               |                          |            |                                 |                    |
| Rachmaninov  |                    |                          |            |                                 |                    |
| Sans Souci   | 2000               |                          |            | Scheepswerf Grave, Holland      |                    |
| Swiss Corona | 2004               | bis 2009                 |            | Shipyard De Hoop                |                    |
| Mozart       | 1987               | ab 2009                  |            | Deggendorfer Werft und Eisenbau |                    |